# Василий Семёнович (князь пинский)
Василий Семёнович Олелькович (ум. 4 июня 1495, Пинское княжество) — западнорусский князь из рода Олельковичей, князь пинский (1471—1495). Сын последнего киевского князя Семёна Олельковича и Марии Гаштольд.

## Биография
Родился около 1425 года.
После смерти киевского князя Семёна Олельковича, отца Василия, в 1470 году, ни он, ни его дядя, Михаил Олелькович не получили владений в Киевском княжестве. Однако Василию и его матери Марии великий князь литовский Казимир IV в качестве компенсации пожаловал им Пинское княжество, которое после смерти последнего князя из рода Наримунтовичей Юрия Семёновича перешло к Марии Гаштольд.
Умер Василий Семёнович 4 июня 1495, был похоронен в Киево-Печерской лавре. Дата его смерти была установлена благодаря надписям на сохранившемся надгробие, А. Кольнофойский сделал копии записи с надгробья.